# Lista över stadsarkitekter i Alingsås
Historik över stadsarkitekter i Alingsås. 
| Namn                    | Stadsarkitekt |
| ----------------------- | ------------- |
| Gunnar Hoving           | 1937 - 1944   |
| Per Lisper              | 1944 - 1972   |
| Åke Hagman              | 1972 - 1982   |
| Måns Hagberg            | 1982 - 1988   |
| Anders Berglund         | 1988 - 1998   |
| Ola Ljungman            | 1998 - 2015   |
| Daniel Holdenmark       | 2015 - 2016   |
| Aila Hirvonen Bremefors | 2017 - 2020   |
| Vakant                  | 2020 -        |